# Wide area network

LAN respektive WAN

Ett wide area network förkortat WAN är inom datorkommunikationen ett datornätverk som är så stort att det omfattar ett större område exempelvis en region, ett land eller flera länder. Detta skiljer ett WAN från ett nätverk med mer begränsad omfattning, såsom local area network (LAN). Även Internet kan betraktas som ett WAN, med det svenska universitetsdatanätet Sunet som ett annat WAN-exempel.
För WAN används ofta TDM-baserade (tidsmultiplexade) höghastighetslänkar av typen Asynchronous Transfer Mode (ATM).
WAN används för att koppla ihop flera LAN och andra olika typer av nätverk, så att användare och datorer på en plats kan kommunicera med andra användare och datorer på andra platser. Många WAN är byggda för en speciell organisation och är privata. Andra WAN som är byggda av internetleverantörer, ger uppkoppling från en organisations LAN till Internet. WAN kan vara byggda av hyrda förbindelser, en punkt till punkt-förbindelse mellan två LAN. Vid varje ände av en sådan förbindelse använder man en router för att koppla respektive LAN till en router i andra änden. Hyrda förbindelser som enbart används för en dataförbindelse kan vara väldigt dyra och därmed inte kostnadseffektiva. Som ett billigare alternativ kan kretskopplade nätverk eller paketförmedlande nätverk utnyttjas. Nätverksprotokoll inklusive TCP/IP delar ut transport och adressfunktion i sådana nätverk. Protokoll inklusive Packet over SONET/SDH, MPLS, ATM och Frame Relay används ofta av serviceleverantörer för att förmedla de länkar som används för ett WAN. X.25 var tidigare ett betydelsefullt WAN-protokoll, och betraktas som ursprunget till Frame Relay, med följden att flera underliggande protokoll och funktioner från X.25 fortfarande används i uppgraderad form av Frame Relay.
Akademisk forskning om WAN kan delas in i tre områden: matematiska modeller, nätverksemulering och nätverkssimulering.
Prestandaförbättringar för WAN kan uppnås med Wide Area File Services (WAFS) eller WAN-optimering.